# Хольбелия широколистная
Хольбелия широколистная (лат. Holboellia latifolia) — вид двудольных растений входящий в род Хольбелия (Holboellia) семейства Лардизабаловые (Lardizabalaceae).
В природе ареал вида охватывает Южную Азию и Китай.
Красивая лиана для украшения беседок, трельяжей, заборов и т. д. Плоды съедобны.

## Ботаническое описание
Вечнозелёный вьющийся кустарник длиной до 15 м. Ствол у старых экземпляров достигает диаметра в 50 см. Ветви цилиндрические, гладкие, голые, жёлто-зелёно-коричневые.
Почки тупояйцевидные, с 6—8 рыхлыми чешуями. Листья длинночерешчатые, пальчатосложные, с 3—9 листочками; листочки более или менее одинаковые, цельные, длиной 5—18 см и шириной 1,8—6 см, у основания клиновидные или округлые, сверху гладкие, блестящие, зелёные, снизу с ясно заметными жилками, серо-зелёные. Черешочки длиной до 4 см, общий черешок длиной до 15 см.
Цветки однодомные, в малоцветковых кистях, пахучие, пестичные диаметром около 1,5 см, тычиночные немного крупнее; листочков околоцветника 6 (в 2 круга по 3), тупые, мясистые, зеленовато-пурпурные; нектарников 6; тычиночные цветки с 6 свободными тычинками и с недоразвитой завязью, пестичные с 3 пестиками и маленькими стаминодиями.
Плоды мясистые, стручковидные, длиной 9 см, не раскрывающиеся, с многочисленными чёрными семенами, расположенными в несколько рядов.